# الاتحاد الاشتراكي العربي الديمقراطي
الاتحاد الاشتراكي العربي الديمقراطي هو حزب سياسي ناصري اشتراكي ديمقراطي سوري يتخدُ من العاصمة السورية دمشق مقرًا له. تأسّس الحزب كجزء من حزب الاتحاد الاشتراكي العربي في سوريا. يشغلُ المهندس أحمد العسراوي منصب الأمين العام خلفا لحسن إسماعيل عبد العظيم  
يعدّ الحزب جزء من تحالف مكوّن كذاك من التجمع الوطني الديمقراطي. بعد أن حصلَ حافظ الأسد على السلطة عام 1970؛ دخل الحزب معهُ في مفاوضات حول تشكيل حكومة ائتلافية ووافقَ حينها على الانضمام إلى الجبهة الوطنية التقدمية في عام 1972. حصل في السنة الموالية انقسام داخل الحزب بسبب شرعية اعتماد الدستور السوري من عدمه. حينها قبلَ فصيل صغير تحت قيادة فوزي الكيالي بالدستور والإبقاء على اسم الجبهة الوطنية التقدمية في حين أن الزعيم جمال الأتاسي فضّلَ المعارضة فعمل على تأسيس حزب الاتحاد الاشتراكي العربي الديمقراطي. اعتُقلَ حسن إسماعيل عبد العظيم من قبل السلطات السورية في أيار/مايو عام 2011 وذلك خلال حملة شرسة على قوات المعارضة في سوريا.
في عام 2011 قام الاتحاد الاشتراكي العربي اليمقراطي مع بعض احزاب وقوى المعارضة بتشكيل هيئة التنسيق الوطنية لقوى التغيير الوطنية في سورية.